# Айренгоф, Корнелиус Герман фон
Корнелиус Герман фон Айренгоф (1733—1819) — австрийский драматург, последователь Готшеда, автор трагедий во французском духе («Aurelius», «Tumelicus», «Antiope»).

## Биография
Родился 28 мая 1733 года в Вене.
После обучения в иезуитской гимназии в Вене Айренгоф в возрасте 18 лет поступил кадетом на военную службу. В 1756 году был произведён в лейтенанты и принял участие в Лобозицкой битве. Во время Семилетней войны дважды оказывался в плену.
В 1769 году он был произведён в майоры, в 1776 году — в полковники, а в 1783 году в генерал-майоры, в 1794 году — в фельдмаршал-лейтенанты. В 1803 году вышел в отставку.
Умер в Вене 15 августа 1819 года.
Айренгоф был членом Венской масонской ложи «Zur wahren Eintracht» и досточтимым мастером ложи «Freimütigkeit» в Гёрце.
В Вене, на улице Эйренхоффгассе в 9-м районе Альзергрунда, он увековечил его память.

## Литературное творчество
Написал 6 трагедий и 9 комедий александрийским стихом.
Трагедию «Aurelius» он опубликовал в 1766 году. Написана она была по французским классическим образцам Луи Расина и Пьера Корнеля. В своём творчестве придерживался художественного мировоззрения немецкого просветительского классицизма Готтшеда. Две из его комедий ставились в течение нескольких лет на сценах всех немецких театров, это: «Der Postzug oder die nobeln Passionen» (1769) и «Die grosse Batterie» (1770). Первая из них принадлежала к тем немногим произведениям немецкой поэзии, которые были одобрены Фридрихом II/
Пьесы и комедии Айренхоффа, такие как «Tumelicus», «Hermanns Tod», «Die gelehrte Frau» (1775) и другие, представляют определённый исторический интерес, потому что автор написал их, пытаясь противостоять Фридриху Шиллеру и Иоганну Вольфгангу Гёте, но особенно Уильяму Шекспиру, чьи шедевры он воспринимал как настоящий ужас.
В борьбе с новыми литературными течениями его социальное положение имело некоторое влияние, даже несмотря на отсутствие литературного успеха.
Кроме драматических произведений и небольшого числа стихотворений, ему принадлежат также несколько мелких стихотворений, «Briefe über Italien» (письма об Италии) и несколько статей по эстетике и истории. Собрание его сочинений было издано в 1789 году (4 т., Вена и Лейпциг), затем переиздано в 1803 году (6 т., Вена) и в 1814 году бароном фон Рецером (6 т., Вена).